# Agrostis maxima
Agrostis maxima é uma espécie de gramínea do gênero Agrostis, pertencente à família Poaceae.